# Pałac Kornów w Pawłowicach
Pałac Kornów w Pawłowicach – zabytkowy pałac na osiedlu Pawłowice (Wrocław).
Pierwotnie folwark w Pawłowicach należący do klasztoru św. Wincentego we Wrocławiu, w 1891 roku nabyty przez Henryka Korna i przekształcony w siedzibę rodową. Na frontonie pałacu zachowane herby Heinricha von Korn i Heleny z domu von Eichborn. Wokół pałacu dobrze utrzymany park o powierzchni 7,2 ha, w parku staw o powierzchni 0,4 ha, kamienny mostek sklepiony łukiem koszowym oraz glorieta. Obecnie pałac i park są własnością Uniwersytetu Przyrodniczego we Wrocławiu i mieści się w nim Centrum Szkolenia Ustawicznego, centrum konferencyjne, hotel i restauracja.

## Historia
Okres niemiecki
Folwark w Pawłowicach do roku 1810 był własnością opactwa św. Wincentego na Ołbinie. Po sekularyzacji dóbr kościelnych dobra kilkakrotnie zmieniały właścicieli. W 1886 roku wydawca i mecenas sztuki, Heinrich Korn z żoną Heleną z domu von Eichborn zakupili ten majątek, w którym po rozbiórce istniejących zabudowań, wybudowano w latach 1891-1895 pałac oraz przekomponowano istniejący od połowy XIX wieku park (projekt pałacu i zmian w parku jest przypisywany Augustowi Orthowi). W 1892 roku pałac przeszedł na własność Marie von Schweinichen córki Heinricha von Korna. Dobudowano wtedy drugie skrzydło utrzymane zewnętrznie w tym samym stylu i łącznik z przejazdem. W dniu 16 lutego 1945 Pawłowice zostały zajęte bez walk.
Okres PRL
W latach 1945–1952 pałac był użytkowany przez Uniwersytet Wrocławski, a w 1952 został przejęty przez Akademię Rolniczą (obecnie Uniwersytet Przyrodniczy). W 1956 przebudowano wnętrza. W roku 1976 po pożarze odbudowano dach i poddasze. 
Okres współczesny
W 1996 roku pałac wraz z folwarkiem został wpisany do rejestru zabytków. Po uznaniu w 2005 roku całego kompleksu jako zespołu zabytkowego, rozpoczęła się jego renowacja – odrestaurowano pałac i oficyny oraz odremontowano pozostałe pomieszczenia gospodarcze. Obecnie mieści się w nim Centrum Szkolenia Ustawicznego, centrum konferencyjne, hotel i restauracja.

## Architektura
Piętrowy pałac wybudowany na planie prostokąta jest jednym z najpóźniejszych obiektów w stylu renesansu północnego we Wrocławiu. Obiekt kryty wysokim dachem mansardowym z lukarnami. Od frontu ryzalit zwieńczony szczytem - frontonem zawierającym kartusz z herbami  Heinricha von Korn (L) i Heleny z domu von Eichborn (P). Po prawej stronie dwupiętrowa wieża. Pałac jest częścią zespołu pałacowo-folwarcznego:

- pałac z łącznikiem (1891-1895),
- oficyna,
- dom zarządcy (1895),
- młyn (1891),
- stajnia (1892),
- wieża wodna (1895),
- dom ogrodnika,
- dom leśniczego,
- park,
- glorieta (pocz. XX wieku),
- mostek (pocz. XX wieku),
- fontanna,
- dwie bramy wjazdowe.

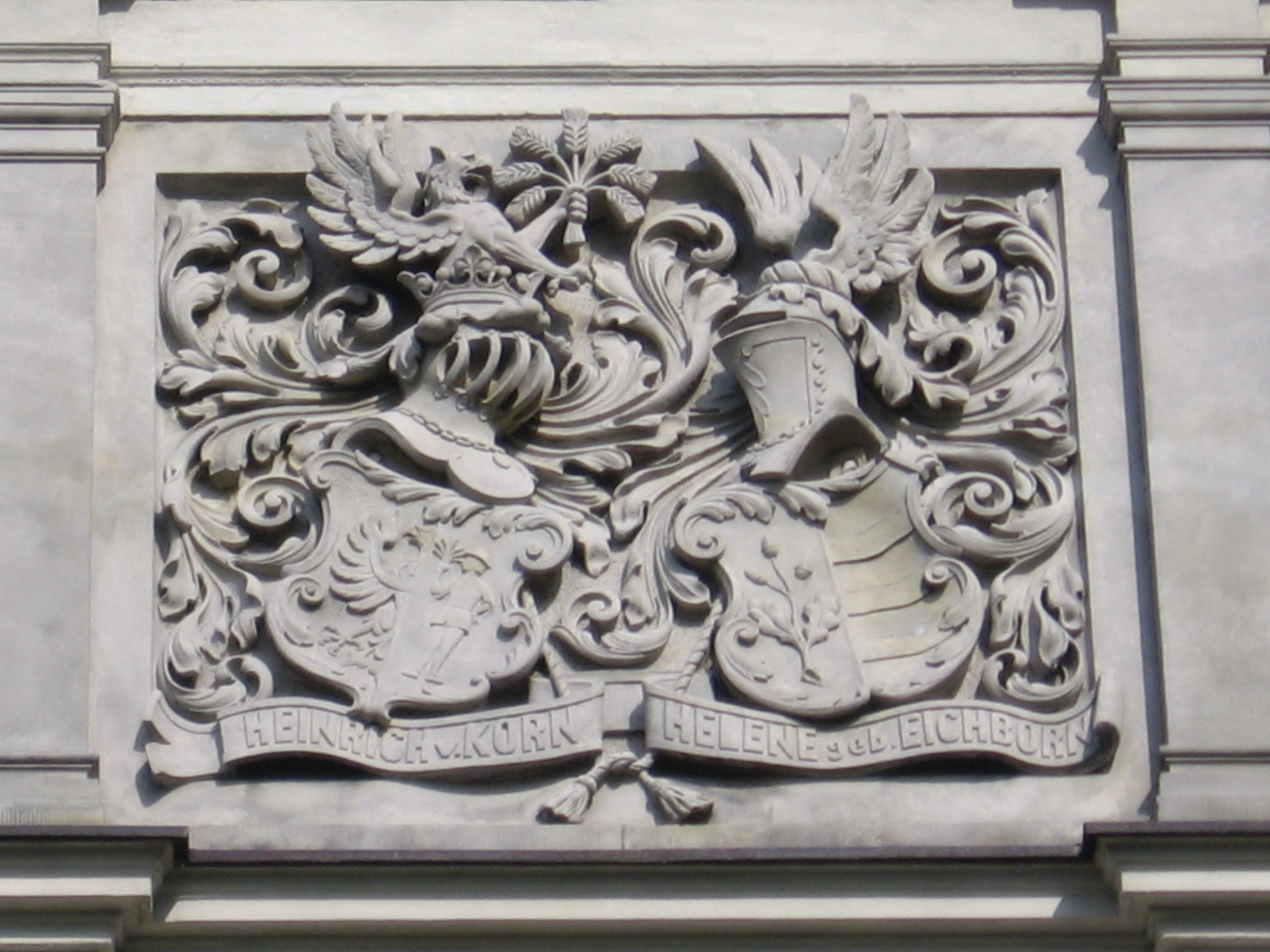
Herby von Korn i von Eichborn
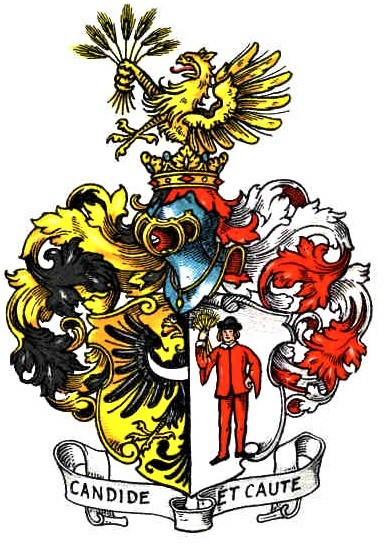
Herb  Heinricha von Korn (L)
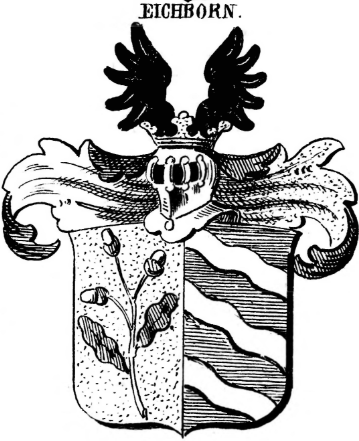
Herb  Heleny von Eichborn (P)
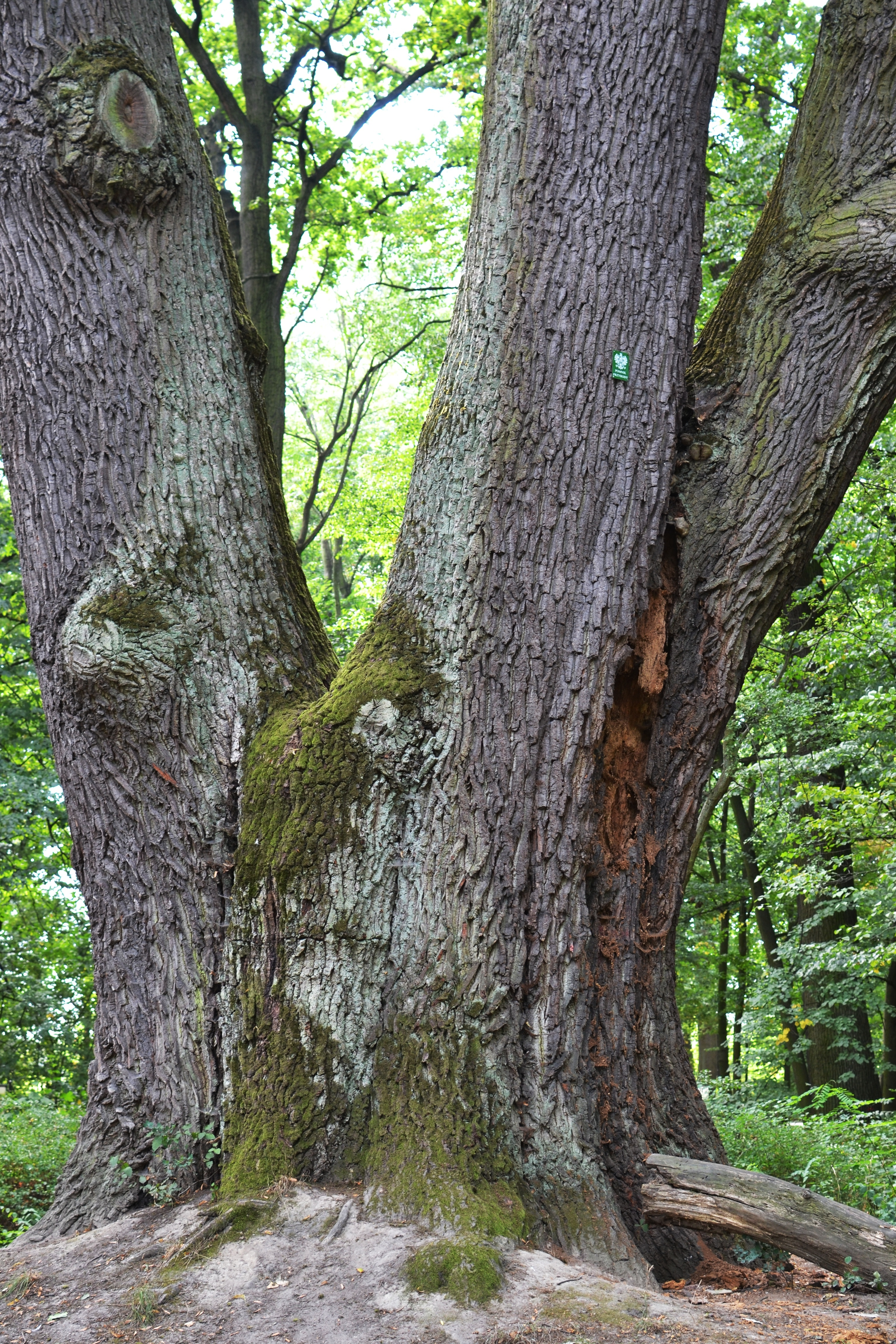
Dąb szypułkowy w Arboretum Pawłowice

## Arboretum
Zaniedbane w okresie PRL, odrestaurowane i w 2011 udostępnione do zwiedzania arboretum o powierzchni 78,5 ha wraz z przypałacowym parkiem w stylu angielskim o powierzchni 7,2 ha, którego centralnym elementem jest sztuczny staw.
W arboretum znajduje się ponad 200 gatunków drzew i krzewów, w tym:
- dąb szypułkowy (obwód pni ponad 7,6 m) pomnik przyrody,
- skrzydłorzech kaukaski,
- buk zwyczajny odmiana 'Atropunicea' ,
- grujecznik japoński,
- miłorząb dwuklapowy,
- wawrzynek wilczełyko,
- różanecznik żółty,
- kłokoczka południowa,
- liczne gatunki oczarów, róż oraz wierzb.